# Industria Nacional de Neumáticos
La Industria Nacional de Neumáticos S.A. (INSA) fue una empresa estatal chilena que funcionó entre 1941 y 1978, antes de ser adquirida por la estadounidense Goodyear.

## Historia
Durante el gobierno de Pedro Aguirre Cerda, se fundó la Corporación de Fomento de la Producción (Corfo) mediante la ley n.º 6334, del 24 de abril de 1939, con el fin de promover la industrialización del país, siendo su principal misión la creación de un plan de reconstrucción económica con vistas al desarrollo y la nacionalización de las principales riquezas del país.

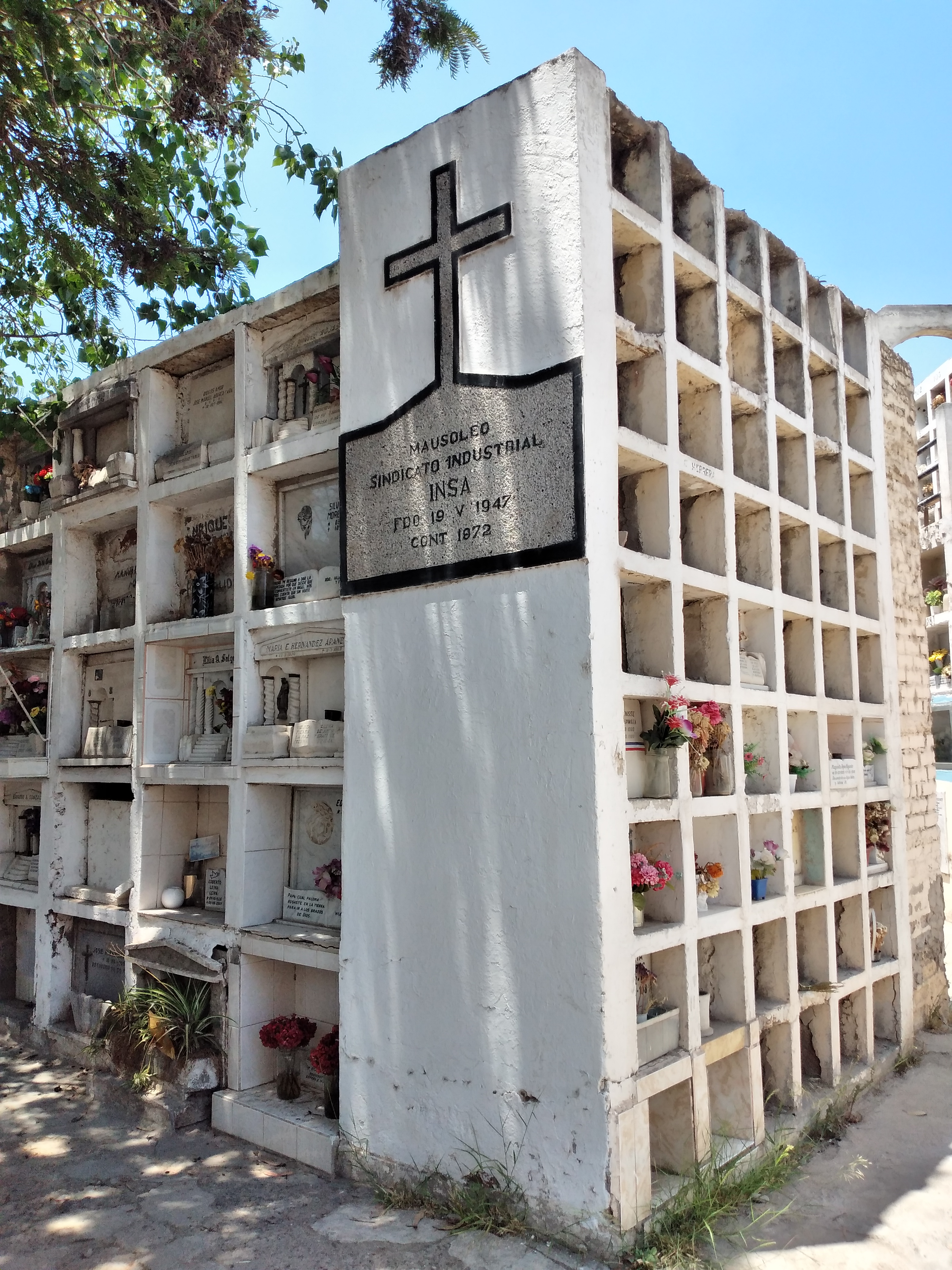
El mausoleo del Sindicato Industrial INSA, construido en 1972 en el Cementerio Católico de Maipú.

Entre las múltiples empresas que la Corfo ayudó a establecer se encontraba la Industria Nacional de Neumáticos Sociedad Anónima, fundada el 17 de marzo de 1941. La empresa fue montada con asesoría técnica y participación minoritaria en la inversión inicial de la empresa norteamericana General Tire and Rubber. El primer neumático hecho en Chile salió de la planta de la INSA en Maipú el 7 de septiembre de 1944. Fue el principal fabricante de neumáticos de Chile hasta el año 1975, cuando fue expropiada por mandato de la Junta Militar, debido a la cesación de pagos, lo que provocó que fuera intervenida por la Sindicatura de Quiebras en conformidad a la Ley de Quiebras en noviembre de 1975. Tenía alrededor de 2.000 personas trabajando en la empresa. 
La Corfo fue la encargada de mantener los bienes expropiados como una unidad productiva empresarial; pasando a tener el carácter de una empresa propia de la Corporación, la que fue administrada conforme a las normas propias del derecho privado, no siéndole en consecuencias aplicable a esta empresa ninguna de las normas legales y reglamentarias referentes a las instituciones, sociedades, empresas u organismos del Sector Público.
La empresa estadounidense Goodyear compró INSA en 1978 por $34 millones de dólares.